# Intersputnik
Tổ chức Truyền thông Không gian Quốc tế Intersputnik thường được biết đến với tên gọi Intersputnik là một tổ chức cung cấp các dich vụ truyền thông vệ tinh quốc tế được thành lập 15 tháng 11, năm 1971 tại Mát-xcơ-va bởi Liên Xô và nhóm tám nước xã hội chủ nghĩa trước đây (Tiệp Khắc, Đông Đức, Cuba, Ba Lan, Hungary, Bungary, Rumani, Mông Cổ).

## Các quốc gia thành viên
| - Afghanistan - Azerbaijan - Belarus - Bulgaria - Campuchia - Cuba - Cộng hòa Séc - Gruzia - Hungary - Ấn Độ - Kazakhstan - Kyrgyzstan | - Lào - Mông Cổ - Nicaragua - CHDCND Triều Tiên - Ba Lan - România - Nga - Syria - Tajikistan - Turkmenistan - Ukraina - Việt Nam - Yemen |  |